# Laguna de Lobos
Laguna de Lobos is een plaats in de Argentijnse provincie Buenos Aires. De plaats telt 428 inwoners.